# Магнус, Генрих Густав
Генрих Густав Магнус (нем. Heinrich-Gustav Magnus; 2 мая 1802, Берлин — 4 апреля 1870, Берлин) — немецкий физик и химик.
Член Берлинской академии наук (1840), иностранный член Лондонского королевского общества (1863), член-корреспондент Петербургской академии наук (1854), Парижской академии наук (1864).

## Биография
Родился в еврейской семье, принял христианство.
Изучал физику и химию 6 лет — сначала в Берлинском университете, затем ещё год (1828) в Стокгольме, в лаборатории Йёнса Берцелиуса, а впоследствии в Париже у Гей-Люссака и Тенара. В 1831 году Магнус был приглашен лектором физики и технологии в Берлинский университет, потом был профессором физики до 1869 года. 
Магнус неутомимо работал всю свою жизнь над разнообразнейшими вопросами физики и химии. Еще студентом (1825) он опубликовал первую свою работу о самовозгорании металлических порошков, в 1828 году открыл названную его именем платиновую соль (PtCl 2NH3). В 1827—33 годах занимался преимущественно химией, затем работами в области физики. Из этих последних наиболее известны исследования над поглощением газов кровью (1837—45), над расширением газов от нагревания (1841—44), над упругостями паров воды и водных растворов (1844—54), над термоэлектричеством (1851), электролизом (1856), индукцией токов (1858—61), теплопроводностью газов (1860), поляризацией лучистого тепла (1866—68) и вопросом о теплоцветности газов (с 1861). 
Не менее известен Магнус и как учитель; из его лаборатории вышло большинство выдающихся современных немецких физиков, в ней работали и некоторые русские ученые. Подробнее см. Hoffmann, «Zur Erinnerung an G. M.» (Берл., 1871), и Helmholtz, «Zum Gedächtniss an G. M.» (Берл., 1871).